# Willehad de Bremen
Willehad —Willehadus (llatí)— (mort el 8 de novembre de 789) fou un missioner cristià anglosaxó i bisbe de Bremen. És venerat com a sant per diverses confessions cristianes.

## Biografia
Va néixer a Northúmbria i probablement s'educà a York amb el bisbe Ecgbert. Amic d'Alcuí, fou ordenat després d'acabar la seva educació i, sobre l'any 766, se n'anà a Frísia, predicant a Dokkum i a Overijssel, per continuar la tasca missionera de Bonifaci de Fulda, que havia estat martiritzat pels frisis el 754. En una assemblea a Paderborn el 777, Saxònia fou dividida en zones missioneres. La que quedava entre el riu Weser i l'Elba, anomenada Wigmòdia, fou lliurada a Willehad.
Des del 780 predicà a la regió del baix Weser per encàrrec de Carlemany. Amb prou feines escapà viu quan els frisis volgueren matar-lo, així que tornà a la zona d'Utrecht. Un altre cop hagué d'escapar amb els seus companys quan volgueren matar-los per destruir alguns temples. Finalment, el 780, Carlemany l'envià a evangelitzar els saxons. Els predicà durant dos anys, però el 782 els saxons, comandats per Widukind, varen rebel·lar-se contra Carlemany i Willehad es veié obligat a fugir a Frísia. Va assumir l'oportunitat de viatjar a Roma quan anà a informar al papa Adrià I de la seva obra.
Quan tornà de Roma, Willehad es retirà durant un temps al monestir d'Echternach, actualment Luxemburg. Passà dos anys reunint un nou equip missioner. Després que Carlemany derrotés els saxons, Willehad va predicar a la zona baixa de l'Elba i del Weser. El 787 Willehad fou consagrat bisbe, i aquella part de Saxònia i Frísia al voltant de la desembocadura del Weser se li assignà a ell per a la seva diòcesi. Escollí com a seu la ciutat de Bremen, que és mencionada per primer cop en documents del 782, i hi va construir una catedral.
Willehad va morir a Blexen del Weser, avui part de Nordenham. Està enterrat a la catedral de Bremen, que consagrà poc abans de la seva mort el 8 de novembre del 789. Anscari de Bremen va compilar una vida de Willehad, i el prefaci que va escriure fou considerat obra mestra per aquella època. Se li atribueix el miracle de la curació d'una noia malalta procedent de Weve que el 860 visità la seva tomba.